# Guillermo Eduardo Alchouron
Guillermo Eduardo Alchouron (Buenos Aires, Argentina, 4 de noviembre de 1933 – ibídem,  22 de enero de 2016) fue un político, abogado y productor agropecuario de larga trayectoria. Fue presidente de la Sociedad Rural Argentina de 1984 a 1990 y diputado nacional por la provincia de Buenos Aires por dos períodos consecutivos entre 1999 y 2007, integrando el partido Acción por la República.

## Actividad profesional, gremial y política
Estudió abogacía en la Facultad de Derecho de la Universidad de Buenos Aires y se graduó en 1954,  especializándose en derecho comercial y, en particular, en derecho bancario. En el ejercicio de su profesión se vinculó a la administración de fondos previsionales y a las relaciones internacionales con los países asiáticos del área del Pacífico. Paralelamente, fue un productor agropecuario que participó de entidades gremiales del sector habiendo sido director en la Sociedad Rural Argentina entre 1969 y 1996 y presidente de la misma entre 1984 y 1990, presidente de CIAGA Confederación Interamericana de Ganaderos y Agricultores desde 1991 hasta 1997 y presidente de la Asociación de Criadores de Holando Argentino entre 1966 a 1969 y de 1975 a 1977.
Militó en Acción por la República, un partido político  de tendencia liberal-conservadora, fundado en 1997 por Domingo Cavallo, y fue elegido diputado nacional por la provincia de Buenos Aires para el período 1999 a 2003 y reelegido para el de 2003 a 2007. En la Cámara de Diputados de la Nación, fue vicepresidente primero de la comisión de Agricultura y Ganadería y vocal en las comisiones de Comercio; de Legislación del Trabajo; de Presupuesto y Hacienda; y de Previsión y Seguridad Social. Se opuso a las retenciones al sector agropecuario, presentando proyectos al respecto.